# 国鉄モヤ4形電車
モヤ4形は、かつて日本国有鉄道の前身である鉄道省に在籍した、木造直流用電車（事業用制御電動車（配給車・試験車））である。

## 概要
本形式は、1928年（昭和3年）10月1日に施行された、車両称号規程改正によって制定されたもので、105PS主電動機を装備した事業用木造電車に対し付与されたものである。これに該当する電車は、旧デヤ33100形 (33100・33101) で、これらはモヤ4形 (4001・4002) に改称された。
もう1両はデハ33400形 (33403) で、デケン33300形 (33300) が付される予定であったが、1928年の称号規程改正後に落成したため、落成時からモヤ4形 (4003) と称した。この車は、規程改正時点で改造種車として工場に入場しており、仮形式番号モハ1形 (1068) を付されている。
4001・4002については、配給車として後位側にも運転台を増設して両運転台形としたほか、予備用のパンタグラフを増設して2個パンタグラフとなった。側面扉は当初は種車のままであったが、後年中央扉が幅1800mmの両引き扉に拡大された。
一方、4003は架線試験用の他、配給用としても使用するため、車体中央部を無蓋化して凹形の車体形状としている。こちらも、後位側への運転台及びパンタグラフの増設が行われている。